# デ・トマソ・グアラ

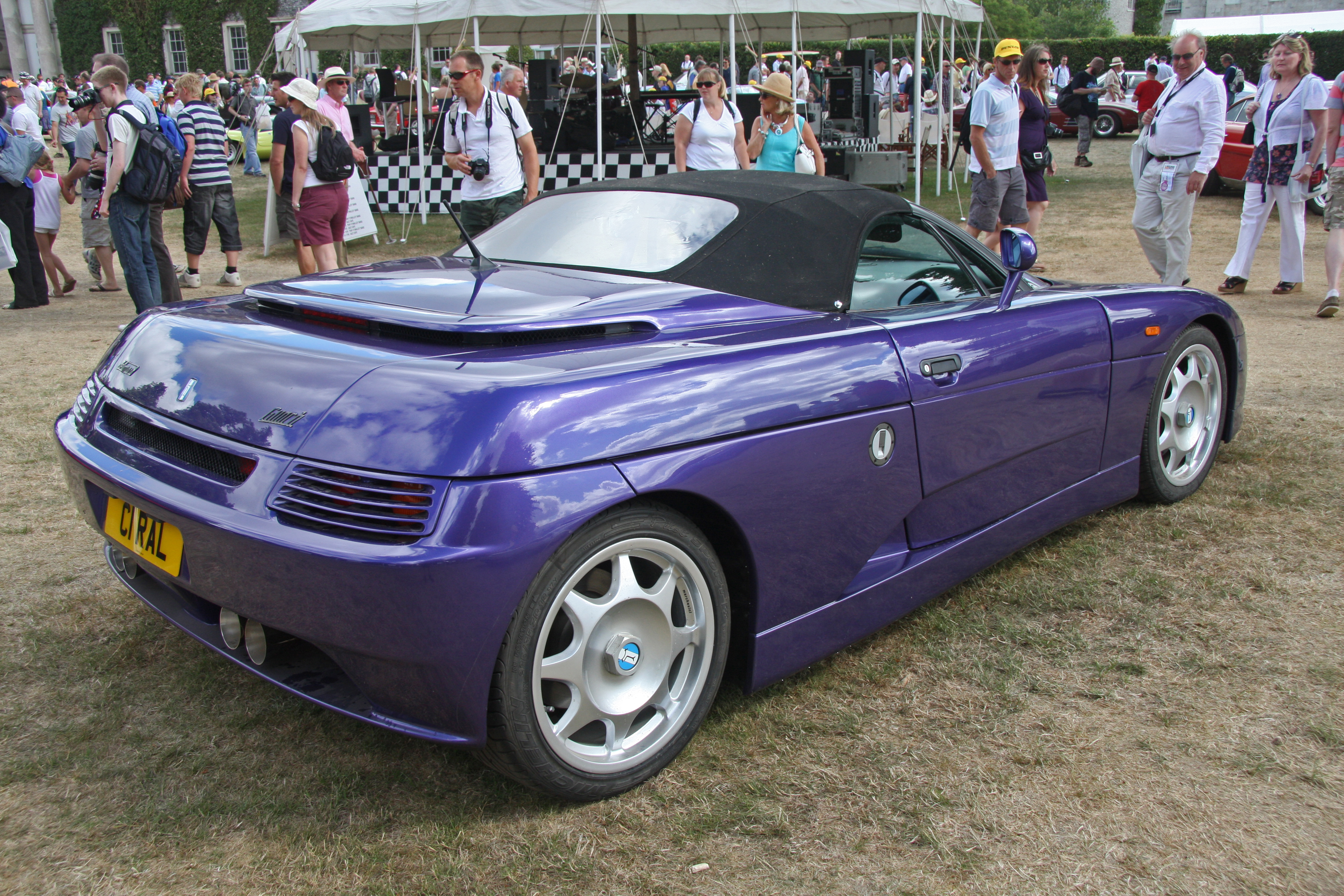
バルケッタ (リア)

グアラ（Guarà ）は、イタリアの自動車メーカー・デ・トマソが1993年に発表・発売したスポーツカー。最高速度は274
Km/h。(スパイダー)

## 概要
デ・トマソ社の配下にあったマセラティ社が1993年にフィアット社に買収されたことに伴って、マセラティにおいて販売していた競技用車両「マセラティ・バルケッタ」に基づく公道用の市販車の開発は「デ・トマソ」ブランドのもとで行われることになり、同年のジュネーブ・モーター・ショーにおいて、まずクーペ・モデルが発表された。のちにバルケッタ・モデルとロードスター・モデルも発表された。このような経緯があり、デザイナーは「マセラティ・バルケッタ」と同様にCarlo Gainoが務めた。
V型8気筒エンジンを搭載するために「グアラ」のシャーシは「マセラティ・バルケッタ」よりも130mm延長されている。
デ・トマソ社が解散する2004年まで製造されたが、その総生産台数はわずか50台程度であった。

## モデル
バルケッタ・モデルはウィンドシールド（前面ガラス）や幌を装備しておらず、その車重は1,050kgに抑えられていた。
前期型はBMW製840Ci用のB60型V8エンジン（3,982cc）を搭載していたが、このエンジンの生産末期の1998年にフォード・モーター製4.6リッター、スーパーチャージャー付きV8エンジンに換装され、後期型となった。